# Linné-bidragen
Linné-bidragen är forskningsbidrag i Sverige från det statliga Vetenskapsrådet. Bidragen syftar till att stärka så kallade Centres of Excellence vid svenska universitet. Linné-bidragen delas ut till 40 forskningsmiljöer som får mellan fem och tio miljoner kronor om året under tio år. 
Linnébidragen instiftades med den forskningspolitiska propositionen Forskning för ett bättre liv som lades fram under 2005, efter en statlig utredning om finansiering av starka forskningsmiljöer. De 20 första Linnébidragen delades ut av Vetenskapsrådet 2006 och de följande 20 delades ut 2008. 